# سعيد اسحق
سعيد إسحق (بالسريانية: ܣܥܝܕ ܐܣܚܩ)‏ (1902 - 1989) هو سياسي وبرلماني سوري كان نائباً لرئيس البرلمان السوري وسير البلاد لفترة وجيزة بعد استقالة هاشم الأتاسي سنة 1951.

## الحياة في عامودا
تعود جذوره إلى قلعة الأمراء التابعة لولاية ماردين والتي سكنها السريان حيث كان يتبع الكنيسة السريانية الأرثوذكسية. تلقى أول بذور العلم في «مدرسة الرقبة» التابعة لدير الزعفران أتقن اللغة العربية واللغة الكردية وألم باللغة التركية بالإضافة إلى السريانية لغته الأم. تبحر في علوم الدين الإسلامي وأركانه بالإضافة إلى الديانات الإبراهيمية المسيحية واليهودية.
انتقل إلى عامودا إثر قرار ضم ولاية ماردين إلى الدولة التركية (رسم الحدود بين تركيا وسوريا)آنذاك.
بسبب الظروف الصعبة التي كانت تمر بها سوريا من ظروف سياسية واقتصادية اضطر سعيد إسحق للعمل في مد السكة الحديدة الواصلة بين العراق وسوريا وتنقل بعدها للعمل بالتجارة البسيطة بيع الأقمشة. لقب في عامودا بأبي الفقراء لكرمه وتعاطفه مع الفقراء حيث كان يجمع محاصيله الزراعية ويوزعه قسم منها على الفقراء بشكل سري وأيضا يرسل الهبات إلى الجوامع والكنائس وكانت الحكومة الفرنسية المحلية تصادر محاصيله الزراعية نتيجة مواقفه الوطنية.

## مرحلة العمل السياسي
عام 1928م دخل العمل السياسي قام بتأسيس مجلس بلدية عامودا وانتخب رئيساً للمجلس، ترشح للمجلس النيابي عام 1932 عن مناطق الحسكة والقامشلي ودجلة، انتخب عضواً لمكتب المجلس أمين السر.
عاد ورشح نفسه عام 1936 عن منطقةالجزيرة الجزيرة السورية ونجح فيها.
في عام1943 فاز بمنصب المراقب نال 83 صوت من أصل 120.
دخل المجلس أيضاً عن قضاء القامشلي في انتخابات عام 1949.
وبتاريخ 1-10-1951 نائب لرئيس مجلس النواب.
أنهى عمله السياسي بعد خروجه من مجلس عام 1953.

## سعيد إسحق رئيساً للجمهورية
بموجب قرار رئيس الجمهورية هاشم الأتاسي الصادر برقم 1191 كلف حسن الحكيم بتشكيل الحكومة 9/8/1951 واستمرت حكومة حسن الحكيم قرابة الثلاثة أشهر ودخلت سوريا بعدها بأزمة وزارية امتدت تسعة عشرا يوماً، كُلِّف بعدها معروف الدواليبي بتشكيل الوزارة التي أعلن عنها بتاريخ 28 تشرين الثاني من العام نفسه، وبتاريخ 29 تشرين الثاني قام الجيش بقيادة الزعيم أديب الشيشكلي باستلام زمام الأمور مما اضطر معروف الدواليبي تقديم استقالته لرئيس الجمهورية هاشم الأتاسي شفهياً.
بتاريخ 1 كانون الأول عام 1951م لم يفلح حامد الخوجة بتشكيل الحكومة. بتاريخ 2 كانون الأول قام هاشم الأتاسي بتقديم استقالته إلى سعيد إسحق النائب الأول لرئيس مجلس النواب. كون ناظم القدسي رئيس المجلس قيد الاعتقال، وسجلت الاستقالة بتاريخ 2/12/1951 بديوان المجلس تحت رقم 177. في نفس التاريخ أصدر رئيس الأركان ورئيس المجلس العسكري الأعلى العقيد أديب الشيشكلي البلاغ رقم /1/ بحل مجلس النواب وبموجب الدستور المادة الثانية التي تنص ينشر ويبلغ (الجريدة الرسمية العدد 55 بتاريخ 3 كانون الأول 1951م)
و حسب المادة السابعة والثمانيين يمارس رئيس مجلس النواب صلاحيات رئيس الجمهورية حيث لا يمكنه القيام بها وفي حالة الوفاة والاستقالة يجتمع مجلس النواب لانتخاب رئيس جديد للجمهورية.
أما إذا كان المجلس منحلاً أو بقي على نهايته أقل من شهرين فإن رئيس المجلس يستمر في ممارسة صلاحيات المذكورة. وبذلك أصبح سعيد إسحق رئيس الجمهورية بالنيابة لمدة 24 ساعة في الفترة الزمنية بين 2 كانون الأول و 3 كانون الأول حيث كانت سوريا بولاية النائب الأول لرئيس مجلس النواب.

## وفاته
توفي في الولايات المتحدة عام 1989 بعد صراع مع المرض دام خمس سنوات أرسلت السفارة السورية العلم السوري ولف بهِ.
في الصورة من اليمين شكري القوتلي رئيس الجمهورية سعيد إسحق نائب رئيس مجلس النواب، سعد الله الجابري رئيس مجلس النواب، وتاريخ الصورة 1943 بمناسبة انتخاب شكري القوتلي رئيساً لسورية.